# Opopanax
Opopanax W.D.J.Koch è un genere di piante della famiglia delle Apiacee (o Umbelliferae).

## Tassonomia
Comprende le seguenti specie:
- Opopanax chironium (L.) W.D.J.Koch
- Opopanax hispidus (Friv.) Griseb.
- Opopanax persicus Boiss.
- Opopanax siifolius (Boiss. & Heldr.) Menemen